# Троицкое-Татарово
Троицкое-Татарово — село в Вязниковском районе Владимирской области России, входит в состав муниципального образования посёлок Мстёра.

## География
Деревня расположена в 5 км на север от центра поселения посёлка Мстёра.

## История
До 1764 года село Новое-Татарово принадлежало Троице-Сергиеву монастырю. По писцовым книгам Суздальского уезда 1628—1630 годов это село значится уже за Троицким монастырем; в нём тогда уже была «церковь Рождества Пресвятой Богородицы — древяна вверх — строение монастырское; при церкви священник, диакон, пономарь и просвирница, у священника на дворе 3 кельи бобыльских. В селе был двор монастырский, двор скотской, двор пчельной, двор плотника, 5 дворов крестьянских и 8 бобыльских».
По переписным книгам 1678 года в Татарове значится также двор монастырский, а в нём живут подьячие, кои присылаются для письма из Троице-Сергиева монастыря. В то время Татарово было административным центром громадной Троицкой вотчины, которая состояла из 49 селений, а в них было 459 дворов крестьянских и 45 бобыльских с населением в 1808 душ мужского пола.
В 1802—1804 годах вместо бывшей дотоле в Татарове деревянной церкви устроен существующий в настоящее время каменный храм. Престолов в этом храме два: главный — в честь Рождества Пресвятой Богородицы, в приделе тёплом — во имя преподобного Сергия Радонежского.
В XIX и первой четверти XX века село входило в состав Мстерской волости Вязниковского уезда.
В годы Советской власти до 1998 года село входило в состав Барско-Татаровского сельсовета.

## Население
| 1859 | 1905 |
| ---- | ---- |
| 363  | 259  |

| 1859 | 1905 | 1926 | 2002 | 2010 | 2021 |
| ---- | ---- | ---- | ---- | ---- | ---- |
| 363  | ↘259 | ↗396 | ↘43  | ↘38  | ↘31  |

## Достопримечательности
В селе находится восстанавливаемая церковь Рождества Пресвятой Богородицы (1789—1804).